# Zalesie (powiat złotowski)
Zalesie – wieś krajeńska w Polsce położona w województwie wielkopolskim, w powiecie złotowskim, w gminie Złotów, nad jeziorem Zaleskim.
W latach 1975–1998 miejscowość należała administracyjnie do województwa pilskiego.
Według danych z 1 stycznia 2011 roku wieś liczyła 626 mieszkańców.